# Большая императорская корона

Большая императорская корона, рисунок

Больша́я импера́торская коро́на Российской империи — главная династическая регалия и символ власти российских монархов, создана в 1762 году для коронации Екатерины II. Вплоть до 1917 года Большой императорской короной венчались на царство все российские монархи. С 1920-го вместе с остальными коронными драгоценностями дома Романовых передана в Гохран. Отреставрирована мастерами Экспериментальной лаборатории Гохрана в 1983—1985 годах. С 1991-го корона является неотчуждаемой государственной собственностью и не подлежит вывозу за территорию Московского Кремля.
Главными создателями короны являются знаменитые в XVIII веке придворные ювелиры Жереми Позье и Георг Фридрих Экарт. Корону венчает редкий драгоценный камень ярко-красного цвета — благородная шпинель весом в 398,72 карата. Лёгкий прорезной каркас выполнен из серебра, изнутри обит красным бархатом, наружная часть разделена на две полусферы и покрыта бриллиантами.

## История

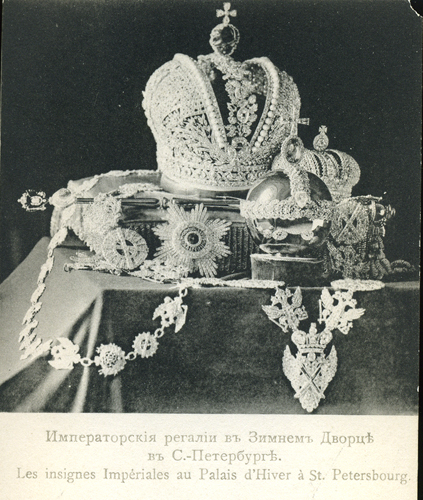
Коронные регалии на открытке, конец XIX — начало XX века

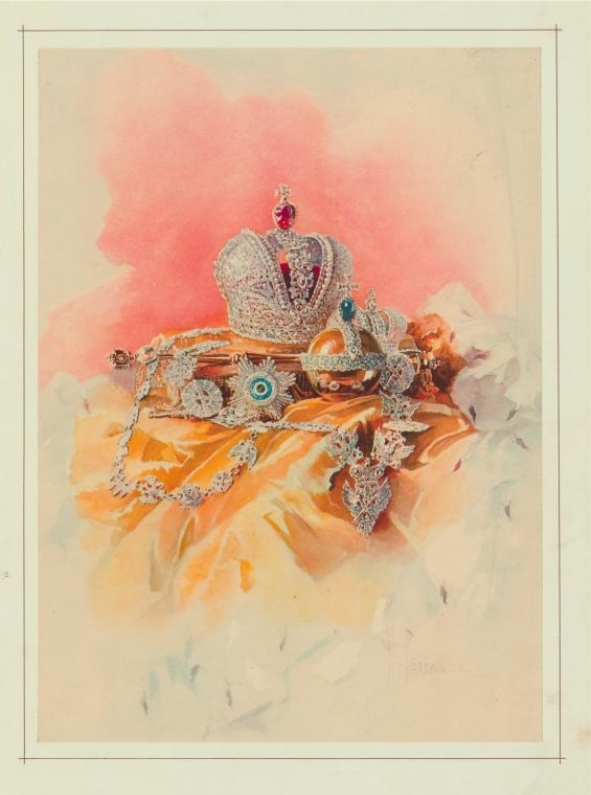
Коронационный сборник, Николай Самокиш, 1896

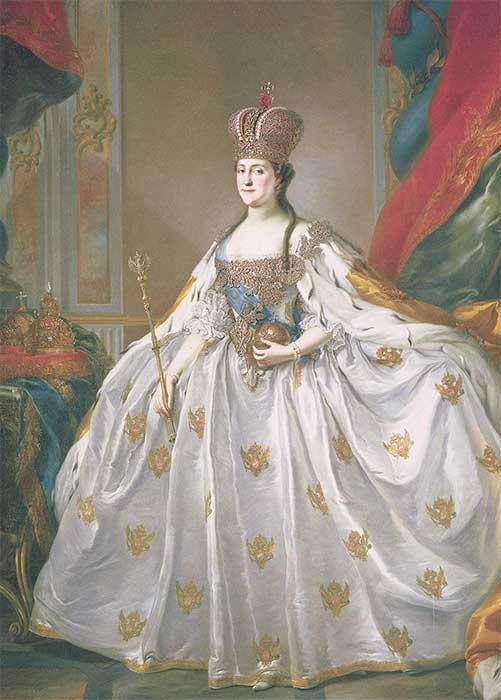
Коронационный портрет Екатерины II, Стефано Торелли, 1763—1766 годы, собрание Русского музея

### Соперничество ювелиров
Корона является совместным творением большого числа мастеров, однако главными создателями выступили два ювелира — француз Жереми Позье и швейцарец Георг Фридрих Экарт. К началу правления Екатерины II оба иностранца долгое время проживали в России и были самыми влиятельными представителями своей профессии при императорском дворе. При этом положение в светском обществе у них было различно. Экарт официально являлся главным ювелиром двора и выполнял украшения только по приказу Императорского кабинета для Алмазной мастерской и лично для императорской семьи. Он был человеком замкнутым и сдержанным, не стремился заводить полезных знакомств среди вельмож. Впрочем, Елизавета Петровна в своё правление не позволяла мастеру брать другие заказы помимо собственных. Позье же отличался общительностью, он быстро стал вхож в самые влиятельные круги и выполнял большое количество не только официальных заказов, но и личных просьб придворных. В ювелирном деле Экарт предпочитал работу с золотом и серебром, в своих произведениях использовал уже подготовленные камни. Позье же в начале своей карьеры был учеником огранщика Бенедикта Граверо, поэтому специализировался на работе с алмазами — подборе, огранке, резке, вымостке, определению стоимости.
Позье стремился занять положение ведущего мастера своего дела, но к моменту государственного переворота 1762 года создал для Екатерины только одну вещь — бриллиантовую панагию. Экарт же получил от будущей императрицы заказ на исполнение погребальной короны для прощания с Елизаветой Петровной. Мастер не учёл, что голова усопшей увеличится в размере, поэтому сделанный им венец надеть не получилось. Этим воспользовался Позье, который заранее подготовил корону на винтах и подогнал её по размеру прямо на поминальном ложе Елизаветы.
Созданию непосредственно Большой императорской короны предшествовала аудиенция Ивана Бецкого, который в 1763 году станет президентом Императорской Академии искусств. На встрече с императрицей четыре дня спустя после государственного переворота присутствовала только княгиня Екатерина Дашкова, в её «Записках» указана сцена, когда Бецкой упал на колени перед Екатериной с вопросом: «Кому же Вы обязаны своим возвышением на престол?!». Императрица ответила: «Богу и своим верным подданным». На это Бецкой сорвал с себя орден Александра Невского и заявил, что более не может служить этой короне, ведь именно он, «несчастный человек, подкупил и подговорил гвардейцев». Екатерина же успокоила его словами: «Коль скоро я вам обязана короной, то кому, как не вам, поручить приготовление всего, что я надену во время коронации? Отдаю в ваше распоряжение всех ювелиров империи».

### Изготовление короны
Спустя несколько дней после восшествия на трон Её Высочество призвала меня и рассказала, что поручила своему секретарю месье Бецкому провести инспекцию императорских драгоценностей. Мне императрица поручила переплавить всё, что более не соответствовало современным вкусам, а полученные материалы использовать для новой короны. По любым вопросам мне велено было обращаться к Бецкому, что меня очень порадовало, поскольку освобождало от любой ответственности и трений с хранителями сокровищницы. Я решил полностью положиться на решения Бецкого (который в этом случае преследовал только интересы собственных амбиций) и помогать ему во всём, что требовало моего участия.Мемуары Позье
Коронация Екатерины II была назначена на 22 сентября 1762 года, поэтому на подготовку оставалось только два с половиной месяца. Экарту было поручено создание новых регалий — скипетра и державы. Согласно сохранившимся докладным Алмазной мастерской, именно ему выдали 3,96 фунта золота и 20 фунтов серебра на изготовление короны и державы. Тем не менее с просьбой нарисовать эскиз будущей короны Бецкой сначала обратился к Позье. Вариант француза сильно напоминал корону Анны Иоанновны и выглядел как «православный храм с его боковыми закомарами и приподнятой центральной частью, увенчанной луковичной главкой». Диаметр нижнего обода и верхней части полушарий был практически одинаковым, что придавало короне громоздкую цилиндрическую форму. Соединяющая полушария дуга завершалась крестом, на котором широкой стороной вниз крепилась гигантская шпинель.
Когда Экарт увидел эскиз, он «в гневе разорвал его». Швейцарец написал челобитную Екатерине с жалобой, что рисунок француза совершенно не согласовался с образом императорской короны и по форме слишком напоминал церковь. Экарт создал свою версию короны, более элегантную и гармоничную: полушария эллипсовидной формы сильно изогнуты у основания и разведены в стороны, благодаря чему корона выглядела компактнее. Утопленная между полушариями разделительная дуга несла крест и гигантскую шпинель, развёрнутую широкой стороной вверх. Благодаря тому, что Экарт сделал каркас ажурным прорезным, готовая корона получилась достаточно лёгкой.
Когда каркас был закончен и пришла пора инкрустировать камни, благодаря покровительству Бецкого эту работу поручили Позье. При подготовке к инкрустации Позье воспользовался своим оригинальным методом: сделал восковую модель прорезного каркаса Экарта и на ней опробовал разные варианты расположения камней. Такая проработка позволила поместить каждый бриллиант наиболее выигрышно, скрыть дефекты и подчеркнуть достоинства. В работе Позье помогали шесть ювелиров из Австрии и француз закрепщик Ороте. Также в создании короны участвовали «русские казённые мастера» Иван Естифеев, Иван Липман и подмастерье Иван Никифоров.
Корона была закончена в срок. Бецкой, который открыто недолюбливал Экарта и благоволил Позье, лично занимался раздачей жалованья «тем людям, которые были при деле короны». Все мастера получили денежные премии сверх оклада, только Экарту было выплачено всего 700 рублей. Позье лично примерил корону императрице. Екатерина II осталась «очень ею довольна» и сказала, что «как-нибудь сможет удержать эту тяжесть» на голове в течение всех четырёх часов церемонии.

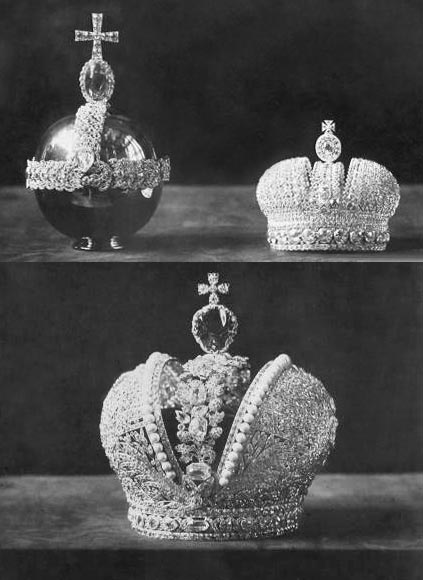
Коронационный альбом 1896 года, вверху — императорская держава и малая корона, Большая императорская корона — внизу

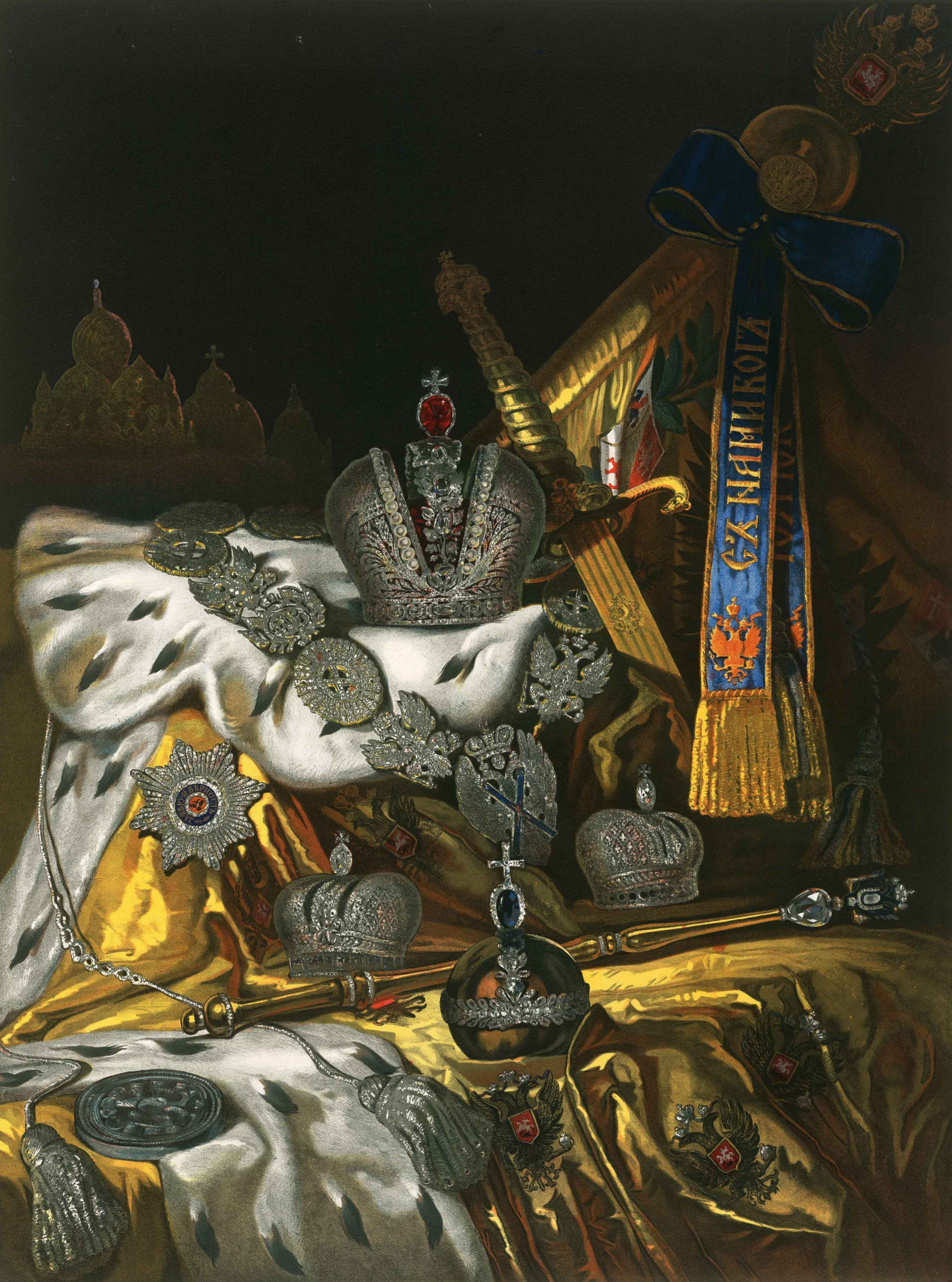
Российские императорские регалии, картина XIX века

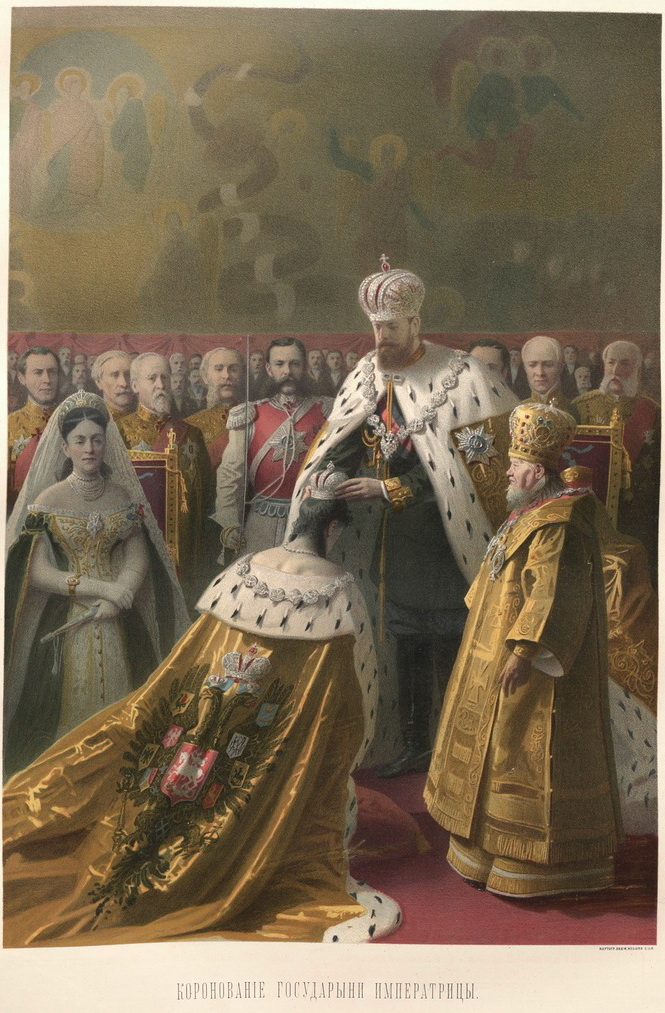
Коронация Александра III и его жены Марии Фёдоровны, 1883

### После Екатерины
Новая корона стала главной императорской регалией и основным символом власти, её надевали по самым торжественным случаям, а изображение использовали на всех геральдических знаках. Следуя установившемуся церемониалу, Большую императорскую корону возлагали на голову всех последующих правителей России:
- Екатерина II (1762)
- Пётр III (1796, посмертно коронован Павлом I)
- Павел I (1797)
- Александр I (1801)
- Николай I (1826)
- Александр II (1856)
- Александр III (1883)
- Николай II (1896)[4].

Для каждого из монархов корону подгоняли по личной мерке, эту работу доверяли только выдающимся мастерам ювелирного дела. Большая корона являлась неотъемлемым атрибутом императорской власти и использовалась при проведении торжественных церемоний — праздников, приёмов, даже траурных процессий. Последний раз в 1906 году её надевал Николай II на торжественной церемонии открытия первой Государственной Думы.

### После революции

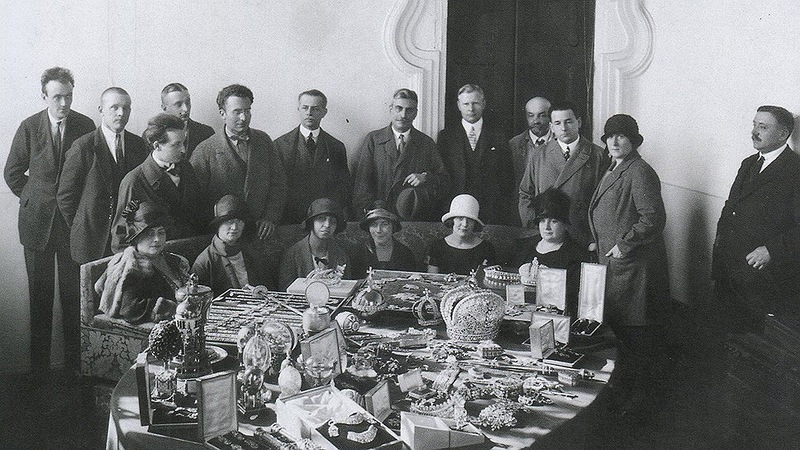
Комиссия по отбору изделий для продажи на аукционе «Кристи» в Лондоне, 1927

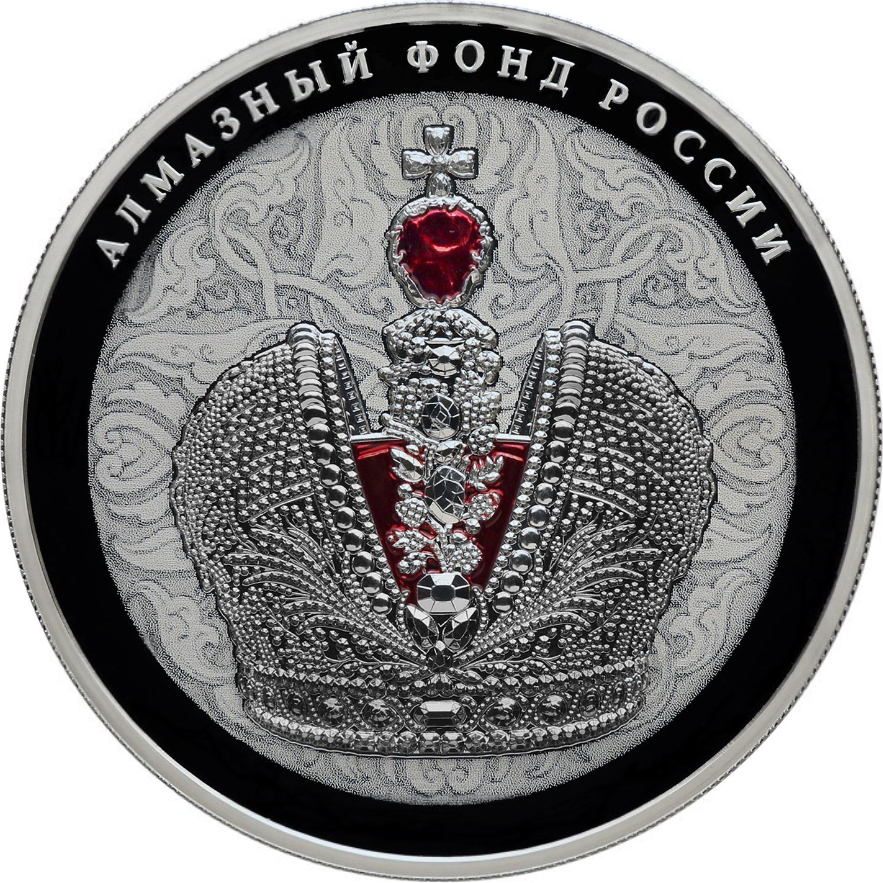
Юбилейная монета Банка России — Большая императорская корона в специальном исполнении. 25 рублей, серебро, реверс, 2016 год

В 1914 году императорские регалии, в том числе и Большая корона, были эвакуированы из Петербурга в Оружейную палату московского Кремля. Из-за революции и последовавшей Гражданской войны о драгоценностях на время забыли. Только в 1920 году был создан Гохран — организация по контролю за дореволюционными ювелирными изделиями и коронными бриллиантами. В 1921 году было принято официальное решение использовать «ювелирный потенциал» на благо партии, хотя первые секретные сделки датируются 1919-м. В 1922 году специальная оценочная комиссия под руководством минералога академика Александра Ферсмана занималась экспертизой собрания бывшей Бриллиантовой комнаты, изделия поделили на три категории по степени художественной и исторической ценности. В период между 1922 и 1938 годами советское правительство выставило на международных аукционах большую часть из не признанных «ценными» ювелирных изделий.
Оценочная стоимость короны в 1920 году составляла 52 млн долларов. Существует версия, что восемь крупных драгоценных камней из Большой императорской короны были переданы в залог кредита в 20 тысяч долларов. В апреле 1920 года посол советского правительства в США Людвиг Мартенс, находясь в Нью-Йорке, заключил сделку с представителем ирландского правительства Гарри Боландом. В 1922 году Боланд предлагал камни лидеру гражданской войны Майклу Коллинзу, однако тот отказался со словами: «Я не буду возиться с ними. Царь и его семья убиты. На этих бриллиантах кровь. Уберите их от меня, спрячьте подальше». Тогда Боланд отвёз камни в Ирландию и передал на хранение своей матери Кейтлин Боланд. Согласно воспоминаниями её племянника, будущего сенатора Шона О’Донована, она первое время прятала драгоценности на собственном теле и сумела скрыть их во время обысков их дома солдатами во время Гражданской войны. Когда военные действия утихли, Кейтлин спрятала камни в подвале своего дома номер 15 на улице Марино Крещент. Примечательно, что именно в этом же доме в северной части Дублина жил писатель Брэм Стокер.
Гарри Боланд был тяжело ранен в ходе войны и умер 2 августа 1922 года. Перед самой смертью он попросил, чтобы драгоценные камни российской короны были переданы Имону де Валера. Эту просьбу выполнили спустя 10 лет — камни были переданы Министерству иностранных дел Ирландии. По свидетельству секретаря Министерства финансов Джеймса МакЭллиота, драгоценности 17 лет пролежали незапертыми в ящике его стола. В 1948 году газета Айриш Пресс опубликовала открытое письмо Патрика МакКартана с вопросом «куда исчезли российские драгоценности?». Де Валера заявил, что заём до сих пор не был возвращён. По инициативе МакЭллиота в марте 1949 года драгоценности выставили на торги аукциона Кристис и попытались продать, не раскрывая истории их происхождения, но уведомив советское правительство. Торговый дом предложил начальную ставку в 1600 фунтов за весь комплект камней. Попытка продажи дала толчок новым переговорам, в результате которых 9 августа того же года правительство СССР выплатило сумму исходного кредита в 20 тысяч долларов и драгоценности были тайно перевезены обратно в Москву.
Существует вероятность, что фигурировавшие в этой истории камни на самом деле не были вынуты из Большой императорской короны. В силу разницы между русским и английским языками мог быть применён буквальный перевод «crown jewels» — бриллианты из короны, хотя вероятнее это были какие-то из утраченных драгоценностей дома Романовых. Однако достоверно подтверждены тайные попытки продажи Большой императорской короны, когда под руководством чекиста Якова Юровского династические регалии и главные сокровища Романовых были вывезены в Читу. Случайная огласка будущей сделки вызвала резонанс в международной прессе и послужила толчком к остановке распродажи коронных драгоценностей. Примерно с 1934 года по личному указу Сталина «царские безделушки» перестали вывозить за границу, чтобы не наносить вреда репутации партии.

### Вторая половина XX века
С 1983 по 1985 год сотрудники Экспериментальной лаборатории Гохрана провели реставрацию короны, для её восстановления потребовалось два года и 454 часа непосредственной работы. Время, многочисленные «подгонки» и изъятие камней привели к обветшанию короны: гигантская шпинель стала оседать и деформировать каркас. Ювелиры Борис Иванов и Виктор Николаев сделали из серебра специальный мостик-опору, который изнутри поддерживает тяжёлый камень. Над восстановлением короны также работали главный художник Владимир Ситников и ювелиры Виктор Николаев и Геннадий Алексахин.

### Современность

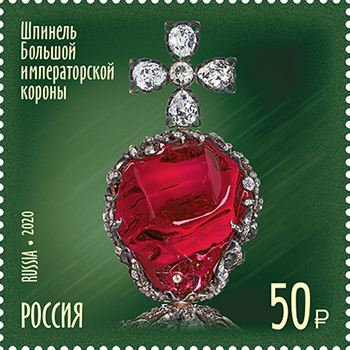
Шпинель Большой императорской короны на почтовой марке России 2020 года из серии «Сокровища России. 100 лет Гохрану России»

В настоящее время Большая императорская корона находится в Алмазном фонде Российской Федерации. Согласно статье № 7 Федерального закона № 41-Ф3 от 26 марта 1998 года, она является частью неделимой коллекции уникальных драгоценностей в федеральной собственности и не подлежит отчуждению в любой форме. Ответственность за сохранность фонда несёт Минфин России, исключение из фонда возможно только по личному указу президента. Все экспонаты могут использоваться только для выставочной и научной деятельности исключительно на территории Московского Кремля. Стоимость короны не поддаётся оценке.
Изображение Большой императорской короны появилось на юбилейной серии монет достоинством три и 25 рублей, выпущенной к 50-летию Алмазного фонда.

## Описание

### Оригинальная корона
Образ короны вдохновлён византийской символикой, каждый элемент украшения имеет определённое значение. Две полусферы олицетворяют соединение Востока и Запада. Снизу сетку полушарий охватывают лавровые ветви — символ власти и славы, а в рисунке гирлянды между полушариями помещены дубовые листья и жёлуди как образ незыблемости монархии.
Большая императорская корона отражает смену стилевых эпох: она оформлена в духе раннего классицизма, но и несёт следы предшествовавшего ему барокко. В царствование Елизаветы Петровны в моде были барочные массивные украшения с крупными драгоценными камнями ярких цветов. Для придания бриллиантам определённого оттенка под ними делали тонкую прослойку из цветной фольги. С 1760-х годов при Екатерине II придворная ювелирная мода начала меняться — стала выше цениться натуральная красота камня, украшения делались в более лаконичных и сдержанных формах.
Я отобрал самые подходящие материалы, и поскольку императрица хотела после церемонии корону более не изменять, я предпочёл самые крупные камни, которые уже не были в моде, и так я создал одну из самых дорогих драгоценностей, существовавших когда-либо в Европе. Несмотря на трудную задачу сделать корону как только возможно лёгкой, используя только самые необходимые материалы для закрепления камней, всё равно вес её вышел в пять фунтов.Жереми Позье
В книге «Коронование их императорских величеств Александра Александровича и Марии Феодоровны в 1883 г.» приведено следующее описание:
Большая императорская корона представляет верх совершенства, по необычайному количеству драгоценностей и их художественному сочетанию. Кроме большого рубина на дуге короны, она украшена бриллиантами и жемчугом. На рубине прикреплён крест, состоящий из пяти великолепных бриллиантов. Спереди и сзади короны видны две лавровые ветки, соединённые внизу лентою. Внутренние стороны половинок усеяны каждые 27-ю матовыми жемчужинами роскошной величины и цвета. Дуга, отделяющая половинки короны, представляет дубовые листья с желудями. Над дугой спереди находится большой восьмиугольный бриллиант и три бриллианта в форме миндалин. Нижняя часть украшена 27-ю большими бриллиантами, окружёнными множеством малых.
Классический стиль угадывается в композиционном решении: ветви пальмы и оливы, вымостка алмазов отталкиваются от осей зеркальной симметрии, которые формируют крупные камни-солитеры. Также к классицизму относится сдержанность цветовой гаммы, тон задают бриллианты чистой воды, только ярко-красный доминирующий акцент шпинели подчёркивается ободком из мелких алмазов розового и жёлтого нацвета.
Для украшения короны было использовано 5012 камней: 75 жемчужин массой 763 карата и 4936 алмазов и бриллиантов, их совокупный вес составляет 2858 карат. Высота короны с крестом составила 27,5 см, длина нижней окружности — 64 см. Внутренняя часть короны подбита красным бархатом. Общий вес украшения — 1993,80 грамма. Помимо материалов от переплавленных украшений из императорской сокровищницы, для работы потребовалось дополнительно закупить фунт золота и двадцать фунтов серебра на общую сумму в 86 тыс. рублей. Стоимость готовой короны на момент изготовления оценивалась в 2 миллиона рублей.
Главным украшением короны и центральным акцентом оформления стала гигантская благородная шпинель. В 1762 году по приказу Бецкого этот камень поместили в Большую императорскую корону. До начала XIX века шпинель не отличали от некоторых других красных камней, таких как рубеллиты, а в старинных российских описях все эти камни назывались «лалами». В 1922 году комиссия академика Александра Ферсмана изучала коронные драгоценности Гохрана и установила, что Большую императорскую корону венчает именно шпинель.
Согласно инвентаризации коронных бриллиантов 1865 года, стоимость Большой императорской короны на тот момент составляла 823 976 рублей. Сохранилась подробная опись всех инкрустированных в неё драгоценных камней:
| Описание                                                                                           | Вес, карат                                                                                         | Цена, руб.                                                                                         | Описание                          | Вес, карат         | Цена, руб.         | Описание                                         | Вес, карат                     | Цена, руб.                     | Описание                           | Вес, карат          | Цена, руб.          |
| -------------------------------------------------------------------------------------------------- | -------------------------------------------------------------------------------------------------- | -------------------------------------------------------------------------------------------------- | --------------------------------- | ------------------ | ------------------ | ------------------------------------------------ | ------------------------------ | ------------------------------ | ---------------------------------- | ------------------- | ------------------- |
| В большой средней перевязи, в двух сторонних поперечинах и в двух полосах наружных по бокам короны | В большой средней перевязи, в двух сторонних поперечинах и в двух полосах наружных по бокам короны | В большой средней перевязи, в двух сторонних поперечинах и в двух полосах наружных по бокам короны | Шесть пальм в коих                | Шесть пальм в коих | Шесть пальм в коих | Четыре квадратных части в коих                   | Четыре квадратных части в коих | Четыре квадратных части в коих | Розетка под крестом                | Розетка под крестом | Розетка под крестом |
| Алмаз высокий восьмиугольный ступенеобразный                                                       | 55 20/32                                                                                           | 150 000                                                                                            | Один алмаз грушею индейской грани | 7 1/4              | 2100               | 214 бриллиантов                                  | 286 11/16                      | 25 680                         | 15 бриллиантов                     | 38 7/8              | 6750                |
| Бриллиант неправильной формы                                                                       | 41 5/16                                                                                            | 85 000                                                                                             | Один алмаз грушею индейской грани | 5 5/8              | 1260               | 112 бриллиантов                                  | 113 11/32                      | 11 200                         | 9 бриллиантов                      | 4 29/32             | 314                 |
| Бриллиант розовый                                                                                  | 21 1/8                                                                                             | 24 000                                                                                             | Один бриллиант грушею             | 5 15/32            | 1500               | 440 бриллиантов                                  | 331 1/4                        | 25 175                         | 192 бриллианта                     | 15 1/16             | 926                 |
| Бриллиант тупочетырёхугольный                                                                      | 18 3/8                                                                                             | 13 500                                                                                             | Один бриллиант продолговатый      | 4 5/16             | 1000               | 140 бриллиантов                                  | 27 25/32                       | 1666                           | 75 жемчужин                        | 763                 | 45000               |
| Бриллиант тупочетырёхугольный                                                                      | 17 13/16                                                                                           | 15 500                                                                                             | Один бриллиант овальный           | 3 1/2              | 800                | Нижний круг короны в коем                        | Нижний круг короны в коем      | Нижний круг короны в коем      | 1 рубин-шпинель неправильной формы | 389                 | 100 000             |
| Алмаз треугольный высокий                                                                          | 17 3/16                                                                                            | 11 500                                                                                             | Один бриллиант круглый            | 2 11/32            | 350                | Один бриллиант продолговатый индийской грушею    | 12 5/8                         | 6000                           |                                    |                     |                     |
| Бриллиант овальный высокий                                                                         | 17 1/8                                                                                             | 15 000                                                                                             | Один бриллиант грушею             | 2 5/8              | 400                | Два бриллианта продолговатых индийской грушею    | 10 5/16                        | 3200                           |                                    |                     |                     |
| Бриллиант косочетырёхугольный                                                                      | 16 1/2                                                                                             | 13 600                                                                                             | Один бриллиант круглый            | 2 11/32            | 550                | Шесть бриллиантов продолговатых индийской грушею | 40 1/16                        | 16 200                         |                                    |                     |                     |
| Бриллианты-подвески, крупные, 4 шт.                                                                | 51 25/32                                                                                           | 30 400                                                                                             | Бриллианты, средние, 18           | 31 1/32            | 4050               | 10 бриллиантов                                   | 53 7/8                         | 17 000                         |                                    |                     |                     |
| Бриллианты подвесками                                                                              | 22                                                                                                 | 15 200                                                                                             | Бриллианты, мелкие, 121           | 108 11/16          | 8695               | 9 бриллиантов                                    | 35 11/16                       | 9000                           |                                    |                     |                     |
| Бриллианты-подвески, средние, 25                                                                   | 89 19/42                                                                                           | 31 855                                                                                             | Бриллианты, мелкие, 456           | 236 1/16           | 15 108             | 48 бриллиантов                                   | 124 1/3                        | 24 000                         |                                    |                     |                     |
| Бриллианты мелкие, 95                                                                              | 13                                                                                                 | 720                                                                                                |                                   |                    |                    | 102 бриллианта                                   | 170 1/2                        | 22 440                         |                                    |                     |                     |
| Бриллианты мелкие, 104                                                                             | 1/8                                                                                                | 14 000                                                                                             |                                   |                    |                    | 131 бриллиант                                    | 55                             | 3300                           |                                    |                     |                     |
| Бриллианты мелкие, 261                                                                             | 2                                                                                                  | 10024                                                                                              |                                   |                    |                    | 305 бриллиантов                                  | 38 1/16                        | 2284                           |                                    |                     |                     |
| Итого: 823 976                                                                                     | | |                                   |                    |                    |                                                  |                                |                                |                                    |                     |                     |

### Реплика

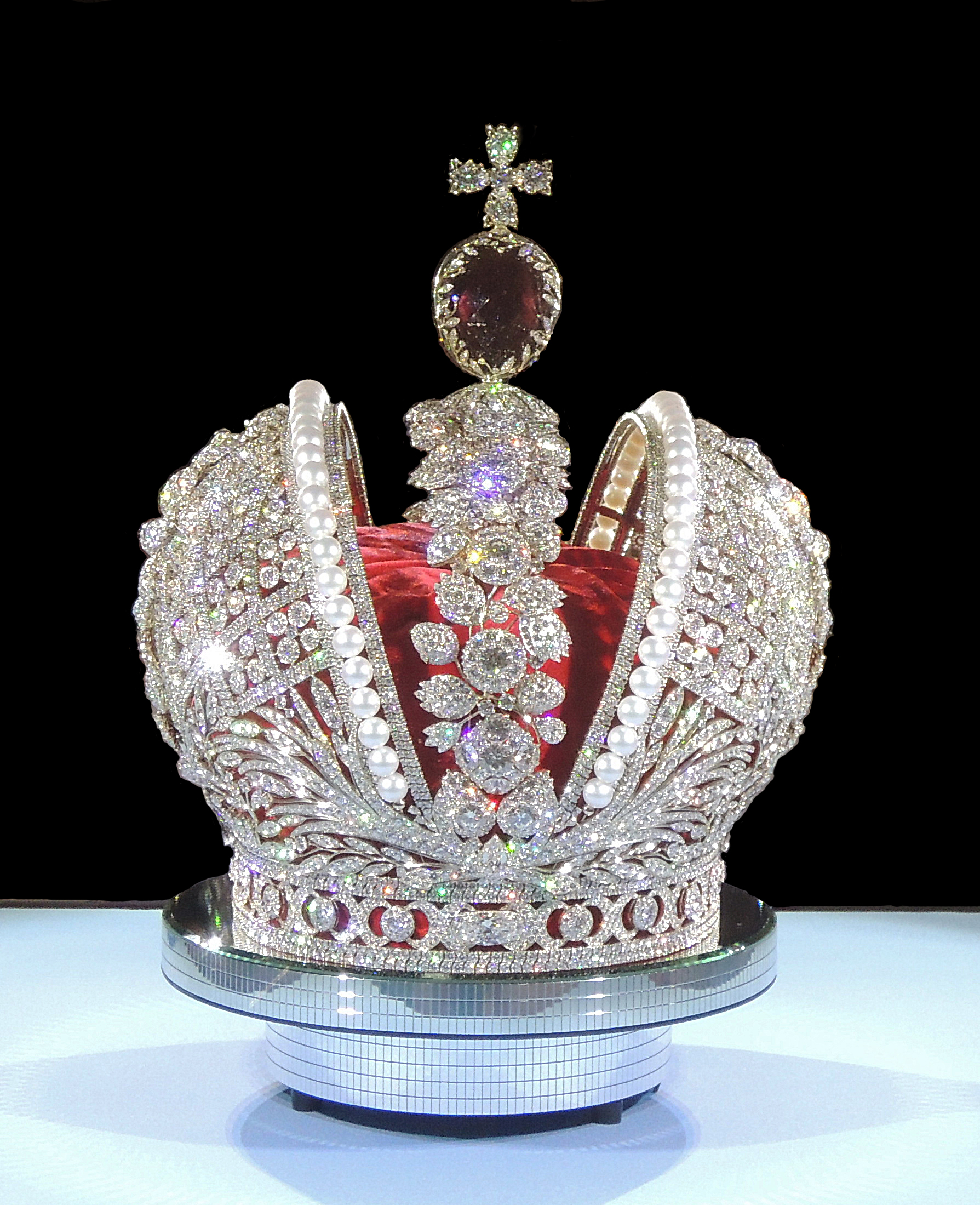
Современная копия короны, 2012

К 250-летнему юбилею Большой императорской короны и 400-летию дома Романовых смоленские мастера создали её реплику. В оформлении использовались австралийские жемчужины, белое золото вместо серебра, рубеллит вместо гигантской шпинели. Для украшения были использованы свыше 11 тысяч якутских алмазов. Новая корона была представлена в Москве 8 ноября 2012 года, её страховая стоимость составила 100 млн долларов. Поскольку оригинал не может покидать Алмазный фонд и имеет ограниченные возможности экспонирования, копия смоленских мастеров выступает как наглядный образец для ознакомления с российской историей и расцветом «бриллиантового века».

## Корона в искусстве
Миниатюрная копия Большой императорской короны заключена в пасхальном яйце Фаберже, которое в 1885 году заказал Александр III в подарок Марии Фёдоровне. После успешного выполнения этой работы Карл Фаберже был назначен главным поставщиком Кабинета. Император дал личное разрешение отвезти копию яйца на Всемирную выставку 1900 года в Париже. Там же экспонировались другие работы Фаберже, в их числе — миниатюры коронных регалий.
После революции образ короны как воплощение «царизма» стал запретным и долгое время не использовался в искусстве и литературе. Только с наступлением «Хрущёвской оттепели» смягчение режима позволило снова публично использовать её символ. С тех пор Большая императорская корона фигурирует в большом количестве исторических и игровых кинофильмов. Одной из самых известных является третья серия цикла про «Неуловимых мстителей» под названием «Корона Российской империи, или Снова неуловимые». Существует версия, что сюжет этого фильма был придуман для восстановления репутации большевиков после череды скандалов с распродажей коронных драгоценностей Романовых. Для съёмок была заказана точная копия, вместо бриллиантов её украсили стразами. Работу выполнили ювелиры из Чехословакии, эта корона-дублёр впоследствии использовалась при создании множества российских фильмов.

## Галерея

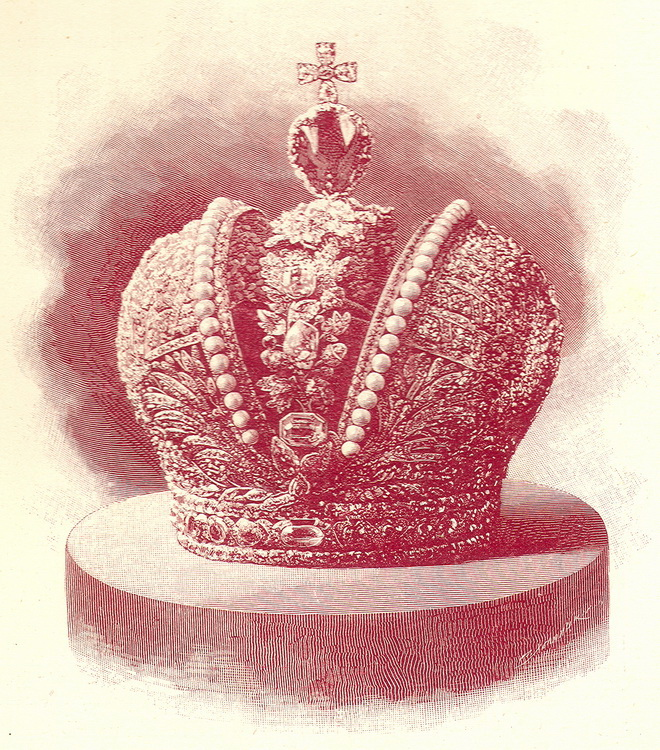
Большая императорская корона, гравюра
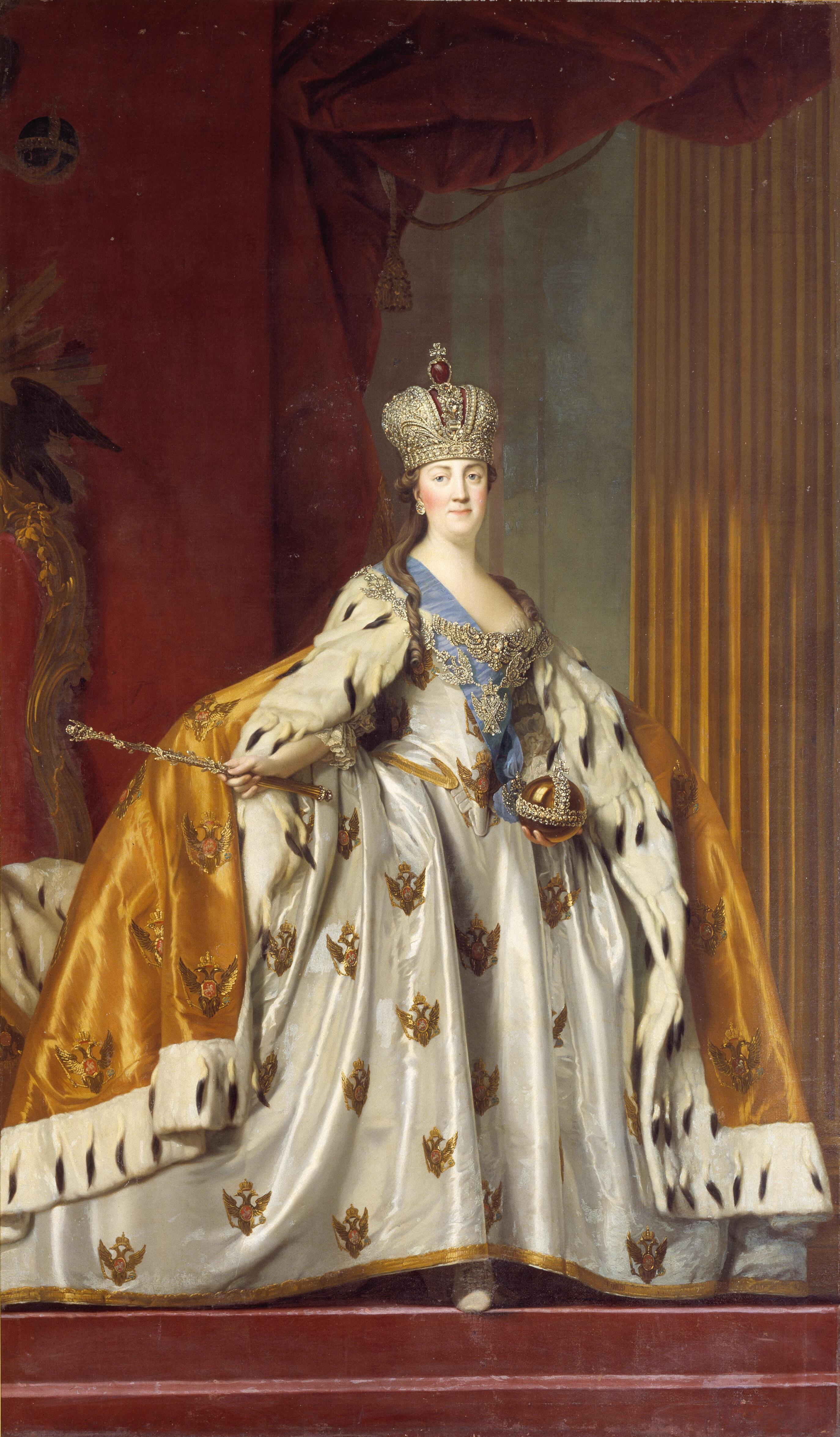
Императрица Екатерина II в Большой императорской короне
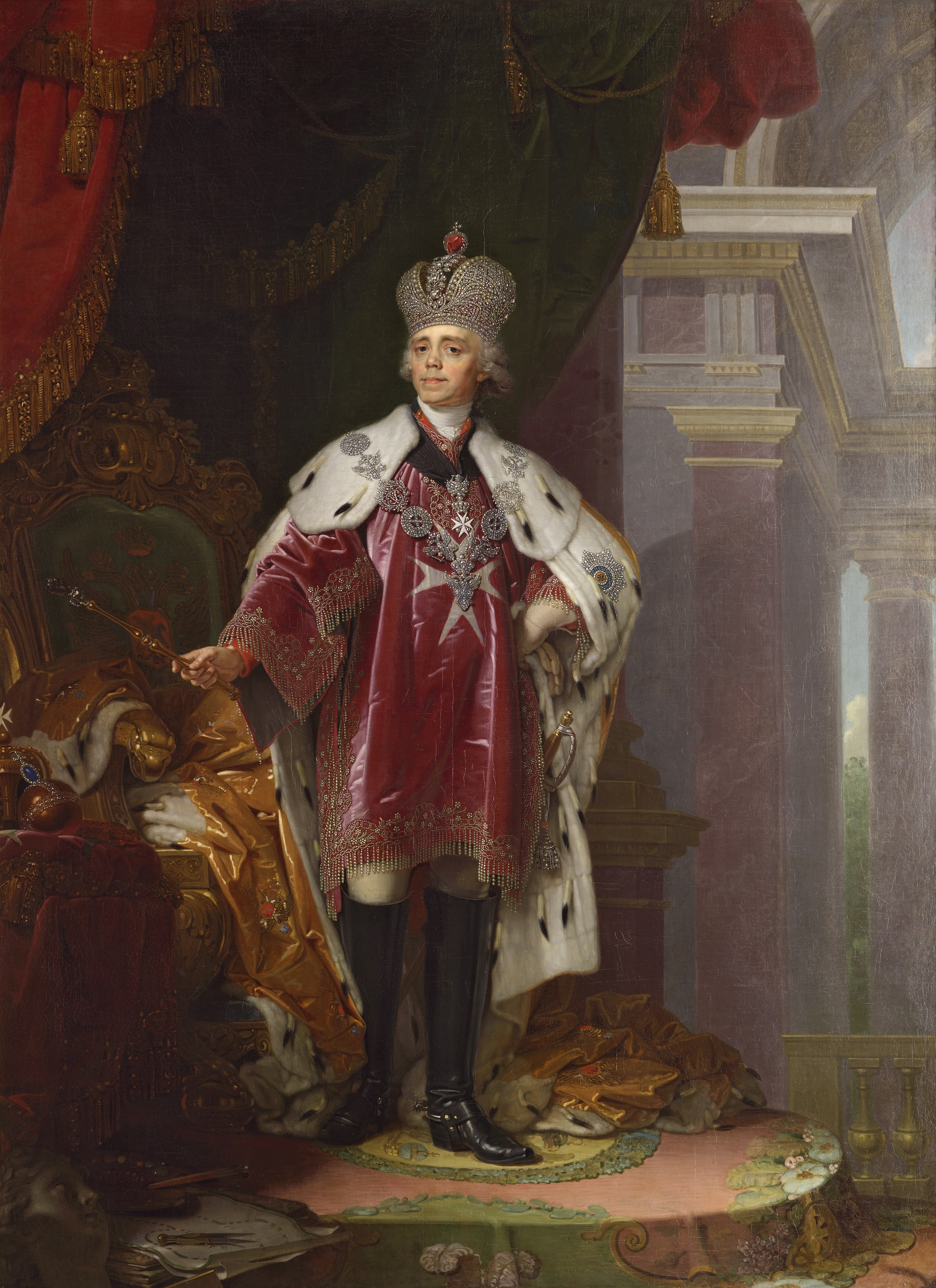
Император Павел I в Большой императорской короне
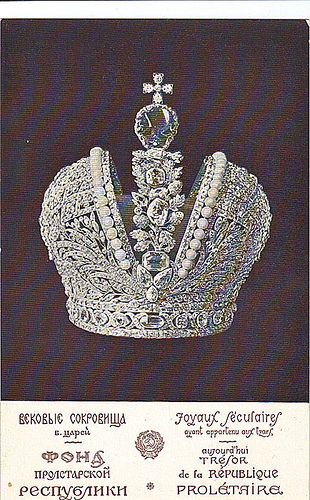
Большая императорская корона, рисунок 1924 года
Монограмма Николая I
Монограмма Николая II